# Xã Claremont, Quận Brown, South Dakota
Xã Claremont (tiếng Anh: Claremont Township) là một xã thuộc quận Brown, tiểu bang Nam Dakota, Hoa Kỳ. Năm 2010, dân số của xã này là 121 người.